# CAM4
CAM4.com (обычно сокращенно CAM4) — это веб-сайт потокового вещания, на котором представлены выступления с веб-камерой в прямом эфире, отфильтрованные по женщинам, мужчинам, трансгендерным людям или парам преимущественно любительских исполнителей. В передачах на CAM4 часто фигурирует нагота и сексуальная активность — от стриптиза и грязных разговоров до мастурбации с помощью секс-игрушек.
По состоянию на август 2022 года сайт занимает 624-е место в глобальном рейтинге SimilarWeb и 81-е место в категории Adult. Сайт основан в 2007 году. Штаб-квартира находится в Блэкроке, Ирландия.

## Концепция
CAM4 в основном используется любителями-исполнителями с веб-камер, которые любят вести трансляции просто для удовольствия или для заработка денег за свои живые выступления на сайте. Клиенты сайта могут приобретать виртуальные токены, которые можно использовать, чтобы давать чаевые исполнителям или смотреть приватные шоу. Клиенты могут использовать текстовый чат в реальном времени, чтобы общаться друг с другом или в комнате каждого исполнителя. Исполнители используют веб-камеру и микрофон для трансляции видео и аудио в прямом эфире в свою комнату.
Исполнителей на CAM4 может тренировать Никки Найт, бывшая кам-модель и «ведущий тренер порноиндустрии».
В мае 2016 года CAM4 в партнерстве с VRtube.xxx запустил CAM4VR, интерактивную камеру в трехмерной виртуальной реальности 360°, доступную на платформе CAM4. Соучредитель VRTube.xxx Эла Дарлинг возглавила инициативу. Сайт работает с Элой Дарлинг над распространением камер виртуальной реальности среди моделей.
Позже за г-жой Дарлинг последовала всемирно известная порноактриса Елена Йенсен, которая присоединилась к CAM4 в январе 2017 года в качестве менеджера по маркетингу мероприятий и представителя бренда.
CAM4 выплатила исполнителям более 100 миллионов долларов с момента своего создания в 2007 году.

## Стратегическое партнерство
В феврале 2017 года CAM4 объявила о партнерстве с производителем теледильдоники Kiiroo, запустив функцию «живого прикосновения», которая синхронизирует вибрацию секс-игрушки Kiiroo с токенами, оставленными во время шоу в прямом эфире с веб-камеры.

## Спонсорство и благотворительность
CAM4 является бриллиантовым членом Коалиции за свободу слова и титульным спонсором Ассоциации сайтов, пропагандирующих защиту детей (ASACP) с 2011 года.
В сентябре 2017 года CAM4 объединилась с американской моделью и активисткой Эмбер Роуз в поддержку The Amber Rose SlutWalk, некоммерческой правозащитной организации, которая работает над тем, чтобы положить конец слатшеймингу и зажечь разговор о расширении прав и возможностей женщин и правах ЛГБТК.
CAM4 — главный спонсор New York AIDS Walk.
В сентябре 2021 года CAM4 объявила о возобновлении спонсорства Pineapple Support, некоммерческой организации, которая предлагает недорогие услуги в области психического здоровья для профессионалов индустрии для взрослых.

## Кампании
В 2016 году CAM4 поручил французской исследовательской фирме iFop провести глобальное исследование, призванное лучше понять привычки женского оргазма и различия между национальностями.
Чтобы отметить Неделю моды в Нью-Йорке, CAM4 в сотрудничестве с дизайнером ювелирных изделий Крисом Хабаной открыли всплывающий магазин в Нижнем Ист-Сайде Нью-Йорка. Магазин расположен прямо за углом от помещения, ранее использовавшегося Louis Vuitton. На открытии вечера известные модели и сексуальные иконы, такие как Франсуа Сага и Аманда Лепор, смоделировали новую коллекцию украшений. Всплывающий магазин открыт с 5 сентября 2019 года по 30 сентября 2019 года и направлен на привнесение дозы сексуального позитива на Неделю моды.

### Признание в отрасли
Награда XBIZ за сайт года с Live Cam была присуждена CAM4 в 2015 году. В 2016 году CAM4.com выиграл награду Adult Webcam Award как лучший европейский веб-сайт для взрослых. Кроме того, соучредитель CAM4 был включен в Зал славы Adult Webcam Awards.

## Награды и номинации
| Год  | Результат | Награда                           |
| ---- | --------- | --------------------------------- |
| 2015 | Победа    | Adult Site of the Year — Live Cam |
| 2019 | Номинация | Cam Company of the Year           |
| 2019 | Номинация | Cam Site of the Year              |
| 2019 | Номинация | Cam Site of the Year — Gay        |